# 林外
林外（1106年—1189年），字岂尘，泉南（今晋江市永和镇马坪村）人。
林外生于宋徽宗崇宁五年（1106 年）
北宋高士林知之後。生于宋徽宗崇宁五年（1106年），绍兴三十年（1160）进士，乾道四年知兴化县。好飲酒，“词翰潇洒，谈吐不羁”。一說林外曾于杭州西湖酒肆饮酒题诗壁间，即著名《题临安邸》。
林外卒于孝宗淳熙十六年（1189 年）。葬于晋江灵源山。有《懒窝类稿》，久佚。